# Финале Емилия
Фина̀ле Емѝлия (на италиански: Finale Emilia, на местен диалект al Finàl, ал Финал) е град и община в северна Италия, провинция Модена, регион Емилия-Романя. Разположен е на 15 m надморска височина. Населението на общината е 15 735 души (към 2012 г.).
През пролетта 2012 г. много сгради са повредени от силни земетресения.